# مارگریت پرت
مارگریت پرت (به فرانسوی: Marguerite Porete) نویسنده و عارف زن قرن سیزدهم و چهاردهم میلادی اهل فرانسه بود. وی نویسنده کتابی بنام «آئینه روح های ساده» (به فرانسوی: Le Miroir des âmes simples) است. وی در ۱۲۵۰ میلادی به دنیا آمد. او حاضر نشد در دادگاه تفتیش عقاید قسم بخورد و هیچ نشانه‌ای از پشیمانی نشان نداد. او به بدعت‌گذاری محکوم و در نهایت پس از گذراندن یک سال و نیم در زندان، در یکم ژوئن ۱۳۱۰ میلادی، به دستور مقامات کلیسا، به همراه کتابش در پاریس به آتش کشیده شد. کتاب او گفتگویی تمثیلی بین دو صورت عشق، «دلیل» و «روح» بود.